# シーマ・ガラハウ
シーマ・ガラハウ (Cima Garahau) は、OVA『機動戦士ガンダム0083 STARDUST MEMORY』に登場する架空の人物。担当声優は真柴摩利。
本項では、シーマが指揮するシーマ艦隊についても説明する。

## 人物
ジオン公国軍突撃機動軍所属の女性将校。U.C.0083年に死亡した際の最終階級は中佐、年齢は35歳。性格は大胆不敵で、非常に好戦的である。
一年戦争開戦直前に編成されたキシリア・ザビ配下のジオン公国軍海兵隊に、遙任の艦隊司令アサクラ大佐の代理司令官として配属。麾下艦隊は、「シーマ艦隊」の通称を得て、一年戦争時は主に破壊工作を行っていた。一年戦争緒戦において、スペースコロニーへの毒ガス（G3ガス）注入、いわゆる「コロニー潰し」に従事しており、これがトラウマになっていることがCDシネマ『宇宙の蜉蝣』で語られている。
一説ではこのコロニーがブリティッシュ作戦（コロニー落とし）に使われ、その際に上官からは催眠ガスと告げられていたと言われている。これは『ギレンの野望』シリーズなどのゲーム作品や、漫画作品『機動戦士ガンダム0083 REBELLION』などで語られており、ギレンの野望の同シーンにはシロー・アマダも登場しており、『機動戦士ガンダム 第08MS小隊』での描写と整合性を取るならば、このとき使用されたガスは腐食性ガスとなる。
シーマとその艦隊は破壊活動や虐殺など公国宇宙軍の「汚れ仕事」の実行者であったこと、また、保身を図ったアサクラ大佐に責任を押し付けられたことから、一年戦争終結時に他のジオン公国残存勢力からアクシズへの亡命を拒否されている。帰るべき故郷であるサイド3のマハル・コロニーもソーラ・レイとして改造されて一年戦争で失われており、帰属する場所を持たない彼女らは以後、宇宙海賊として生きる事を余儀なくされる。民間・連邦はもとより、時に他の公国軍残党の船舶までもが略奪の対象とされた。その一方で生き残る術として、また将来の安住地獲得の布石として、地球連邦やアナハイム・エレクトロニクスとの独自のパイプ作りに奔走した。こうした描写から、作中において彼女は大義に殉じたエギーユ・デラーズやアナベル・ガトーとは対照的な人物として描かれ、連邦側も含め大義なるものへのアンチテーゼとなっている。
策謀の才はもとより、モビルスーツのパイロットとしても非常に優秀な腕を持っており、一年戦争時の撃墜スコアは56機。終戦時の乗機はゲルググM（ゲルググ海兵隊仕様）の指揮官仕様機で、デラーズ紛争終盤でガーベラ・テトラに乗り換えるまで搭乗していた。

## 劇中での活躍
第5話（宇宙世紀0083年10月）、デラーズの招きに応じてデラーズ・フリートに参加したのが初登場。コロニージャックなどを担当するが、本心ではジオンを許しておらず、ジオンに復讐し連邦へ寝返るため地球連邦軍大将グリーン・ワイアットなどのタカ派と裏取引を進めていた。
ワイアットとの交渉はアルビオン隊との戦闘で未遂に終わるが、地球連邦宇宙軍を統括しているジーン・コリニー提督とも接触しており、彼との裏取引に従い、コロニーの落下阻止限界点通過のタイミングでデラーズフリートの旗艦グワデンを制圧。デラーズを捕らえるも、彼の自らの命を顧みず作戦遂行を訴える殉教的行為に激昂のあまり（CDシネマ版では「汚らわしい」と発言している）射殺してしまい、連邦との裏取引の手土産であったデラーズの身柄確保に失敗する。その直後アナベル・ガトー乗機のノイエ・ジールでグワデンのブリッジを破壊されるが、辛くも脱出。しかし乗艦リリー・マルレーンへ帰還する直前に、シーマ艦隊との共闘命令を無視したコウ・ウラキの乗機ガンダム試作3号機の猛攻により、リリー・マルレーンを撃沈されてしまう。乗機ガーベラ・テトラでガンダム試作3号機を追撃して復讐戦を挑むが、ガンダム試作3号機のメガビーム砲の砲身に衝突して乗機を串刺しにされ、そのままゼロ距離射撃を浴びて機体ごと四散するという凄惨な最期を遂げた。
漫画『機動戦士ガンダム0083 星屑の英雄』では寝返りに失敗した後、バスク・オムに用済みと見限られて連邦軍軌道艦隊から集中砲火を受け、消滅する。ただし、この作品自体は公式設定というわけではない。ボンボン版の漫画では最後までデラーズを裏切らず、柄と気性は荒いが悪人描写はない。ガトーも原作程シーマを嫌悪しておらず、シーマの嫌味に露骨に眉をひそめた程度である。そしてモンシアを撃墜した為に激怒したコウに討たれ、戦死する。

## シーマ艦隊
キシリア・ザビ少将配下のジオン公国軍突撃機動軍に属する、海兵上陸戦闘部隊の通称。アサクラ大佐に代わり、シーマが代理司令を務めたため、この名で呼ばれる。艦隊旗艦はザンジバルII級機動巡洋艦「リリー・マルレーン」。その他、ムサイ級軽巡洋艦後期型5 - 7隻、パプア級輸送艦によって編成される。艦隊のカラーリングはリリー･マルレーンの黒以外は全てカーキで統一されている。
デラーズ紛争時の主だったモビルスーツは、MS-14F ゲルググMとMS-14Fs シーマ専用ゲルググM、およびAGX-04 ガーベラ・テトラ。モビルスーツの総数は30機以上であり、その実力は当時の地球圏でも最強クラスであったとされる。
アサクラを除く構成員の全てがサイド3の3バンチ・マハルの出身。公国への戸籍登録さえ行っていない者も多く、コロニー工作の専門部隊として半ば強制的に徴兵・編成された。戦時中はコロニーへのGGガス注入などの汚れ仕事の他、相当に過酷な任務を強いられた。

## ゲームでの登場
機動戦士ガンダム めぐりあい宇宙
エースパイロットモードでは、生存後のifが語られることになる。シーマとその海兵隊はデラーズ紛争後には連邦軍との密約通り、ジャミトフ・ハイマンが結成するティターンズの特殊部隊入隊への誘いがかけられるも、再び汚れ仕事を背負わされることを懸念し、海兵隊と共に行方不明となっている。
SDガンダム GGENERATION DS
「軍への不信を振り切ったシーマ」というifを見ることができる。原作に比べると前向きになっており、キャラクター図鑑には「上層部の心ない仕打ちがなければ、名指揮官になれたかもしれない人物」との人物評が記されている。特に、アナザールートでは傭兵部隊のリーダーとして描かれた。なお、ゲーム『SDガンダム GGENERATION SPIRITS』では、全3話構成で『宇宙の蜉蝣』シナリオが収録されている。

## 搭乗機
- MS-14Fs ゲルググM（指揮官用）
- AGX-04 ガーベラ・テトラ

## 指揮を執った艦船
- リリー・マルレーン

## 評価
『愛と戦いのロボット 完全保存版』で発表されたアンケート「みんなで選ぶロボットアニメーションベスト100」では、「一番お気に入りのヒロインは？」で第71位、「一番極悪な悪役・敵役は？」で第37位、「一番美しい悪役・敵役は？」で第57位にランクインした。